# Runea, Gabrovo
Runea (în bulgară Руня) este un sat în comuna Dreanovo, regiunea Gabrovo,  Bulgaria. 

## Demografie
Componența etnică a satului Runea
     Bulgari (85,18%)
     Nicio identificare (14,81%)
     Altele (0%)
La recensământul din 2011, populația satului Runea era de 27 locuitori. Din punct de vedere etnic, majoritatea locuitorilor (85,18%) erau bulgari. Pentru 14,81% din locuitori nu este cunoscută apartenența etnică.